# Bulbophyllum gravidum
Bulbophyllum gravidum là một loài loài biểu sinh thực vật thuộc họ Orchidaceae that có ở Guinea Xích Đạo và Cameroon (Bioko và Mount Cameroon, respectively). Môi trường sống tự nhiên của chúng là ở các vùng rừng khô nhiệt đới hoặc cận nhiệt đới, vùng núi ở độ cao có khoảng 1,500 mét.
Môi trường sống ở vùng núi Cameroon đang bị mất đi do phá rừng để trồng khoai môn (Colocasia esculenta).